# Fritz Höhenberger
Fritz Höhenberger (* 15. Oktober 1911 in Augsburg; † 10. September 2001 in Herrsching) war ein deutscher Politiker (CSU).

## Leben und Beruf
Höhenberger, der römisch-katholischen Glaubens war, absolvierte nach dem Besuch des Realgymnasiums in seiner Heimatstadtbis 1933 eine kaufmännische Lehre und volontierte in verschiedenen Augsburger Betrieben. Nach der Machtergreifung der Nationalsozialisten war er wegen seiner politischen Überzeugungen mehrfach in Haft und bis 1945 arbeitslos. Nach dem Zweiten Weltkrieg war er hauptamtlicher Kreisvorsitzender des Bayerischen Roten Kreuzes im Landkreis Friedberg und später auch stellvertretender Bezirksvorsitzender des BRK in Schwaben. Seit 1972 war er Vorsitzender des Fremdenverkehrsvereins in Herrsching.
Höhenberger war verheiratet und hatte zwei Kinder.

## Politik
Schon kurz nach dem Kriegsende wurde Höhenberger 1945 als Bürgermeister von Ottmaring von der amerikanischen Besatzungsmacht eingesetzt. Er war Mitbegründer der CSU in Schwaben, deren Bezirksvorsitzender er von 1952 bis 1955 war. Von 1948 bis 1952 war er Landesobmann (= Landesvorsitzender) der Jungen Union in Bayern und gehörte bis 1955 auch dem CSU-Landesvorstand an. Der Bayerische Landtag wählte ihn 1949 zum Mitglied der ersten Bundesversammlung, die Theodor Heuss zum Bundespräsidenten wählte. Von 1951 bis zu seinem Parteiaustritt war er Kreisvorsitzender der CSU im Landkreis Friedberg. Bei der Landtagswahl 1954 wurde er im Stimmkreis Friedberg-Schwabmünchen in den Bayerischen Landtag an. Ursprünglich Mitglied der CSU-Fraktion, war er nach seinem Partei- und Fraktionsaustritt am 25. März 1958 bis zum Ende der Wahlperiode im selben Jahr fraktionsloser Abgeordneter.